# 賽拉弗灣
72°28′S 95°11′W / 72.467°S 95.183°W
賽拉弗灣（英語：Seraph Bay）是南極洲的海灣，位於瑟斯頓島東南端，寬28公里，西北面是安納萬角，西南面是阿博特冰架，東南面是達斯廷島，在1940年2月由美國探險隊發現。